# Hermann Fol

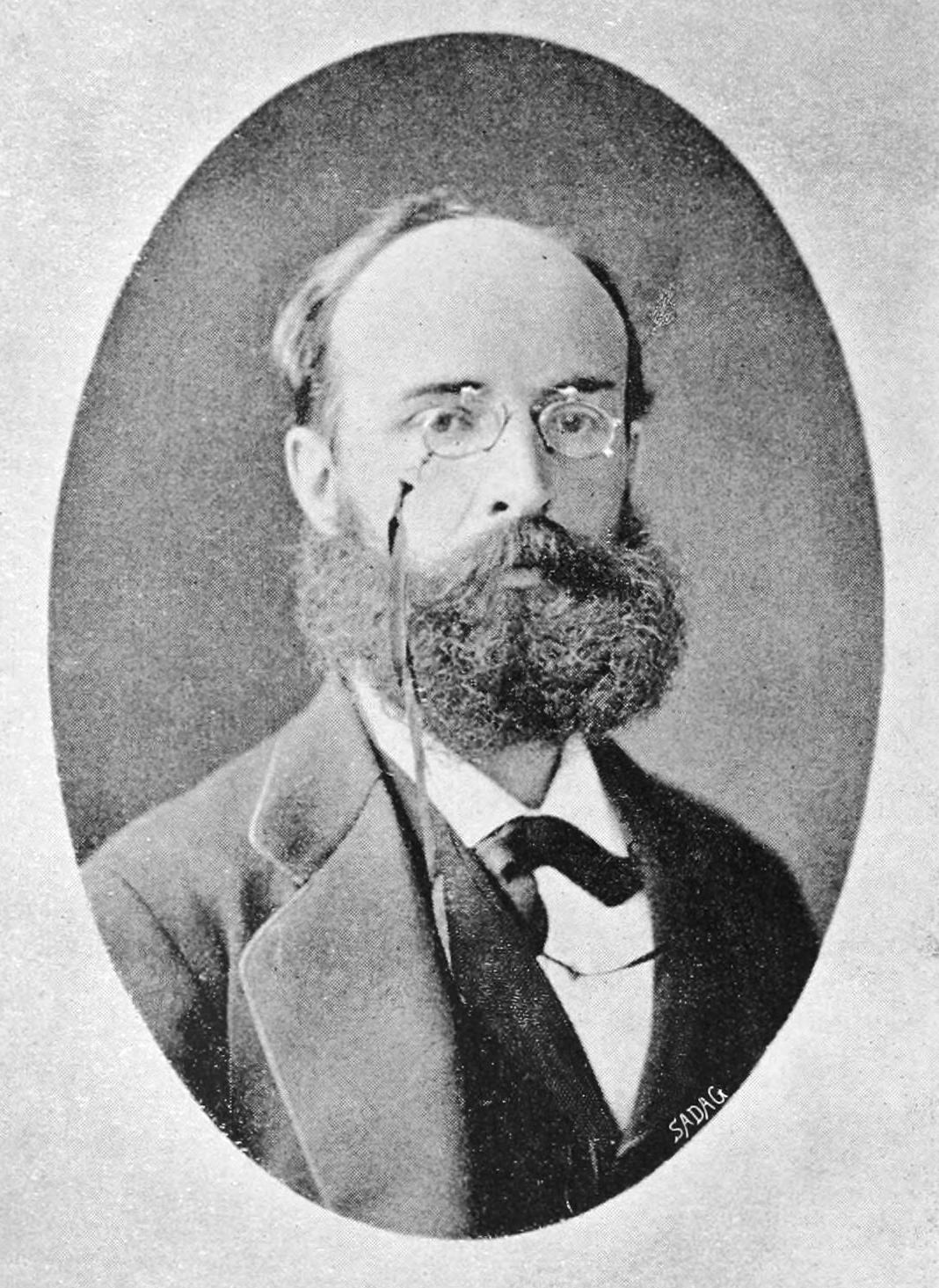
Hermann Fol

Hermann Fol (ur. 23 lipca 1845 w Saint-Mandé, zm. po 13 marca 1892) – szwajcarski biolog, zoolog i embriolog.
Uczył się w gimnazjum w Genewie, następnie studiował medycynę i zoologię na Uniwersytecie w Jenie u Gegenbaura i Haeckela. W latach 1866–67 towarzyszył Haeckelowi w wyprawie do zachodnich i północnych wybrzeży Afryki i na Wyspy Kanaryjskie. W 1867 roku rozpoczął studia medyczne w Heidelbergu, później ukończone w Zurychu i Berlinie. Tytuł doktora nauk medycznych otrzymał w 1869 roku za rozprawę poświęconą anatomii i rozwojowi żebropławów.
W 1891 roku na polecenie rządu francuskiego miał poprowadzić do wybrzeży Tunezji wyprawę, mającą na celu badanie rozmieszczenia gąbek. Jacht Aster z Folem i dwoma członkami załogi na pokładzie wypłynął 13 marca 1892 roku; od tego momentu nikt go nie widział, a los ekspedycji jest nieznany.

## Prace
- Études sur les Appendiculaires du Détroit de Messine; Genf, Ramboz et Schuchardt, 1872.
- Die erste Entwickelung des Geryonideneies. Jena Zeitschr. 7, ss. 471-492. pl. 24, 25 (1873)
- Études sur le développement des mollusques. Premier mémoire : Sur le développement des ptéropodes. Paris: Centre National de la recherche scientifique, 1875?
- Note sur l'origine première des produits sexuels. Archives des sciences physiques et naturelles 53, ss. 104-111 (1875)
- Études sur le développment des mollusques. [Premier mémoire. Sur le développement des ptéropodes]; Paris, C. Reinwald, 1875
- Études sur le développement des mollusques. Archives de zool. exper 4, ss. 1-214. pl. 1-10 (1875) 5, ss. 1-54. pl. 1-4 (1876) 8, ss. 103-232. pl. 9-18 (1880)
- Ueber die Schleimdrüse oder den Endostyl der Tunicaten. Morphologische Jahrbücher 1, ss. 222-242. pl. 7 (1876)
- Ein neues Compressorium. Morphologische Jahrbücher 2, ss. 440-444 (1876)
- Sopra i fenomeni intimi della fecondazione degli echinodermi. Transunti R. Accad. Lincei, Rom, 1. 1877. 181-183
- Sur quelques fécondations anormales chez l'étoile de mer. Compter rendus Acad. sci. Paris 84, ss. 659-661 (1877)
- Sur les phénomènes intimes de la division cellulaire. Comptes rendus hebdomadaires des séances de l'Académie des sciences 83, ss. 667-669 (1876)
- Sur les phénomènes intimes de la fécondation. Comptes rendus hebdomadaires des séances de l'Académie des sciences 84, ss. 268-271 (1877)
- Sur le premier développement d'une étoile de mer [Asterias glacialis] Comptes rendus hebdomadaires des séances de l'Académie des sciences 84, ss. 357-360 (1877)
- Sur les premiers phénomènes de développement des echinodermes. Asterias glacialis. Revue Scientifique de la France et de l'étranger 2, 13, s. 300 (1877)
- Recherches sur la fécondation et le commencement de l'hénogénie chez divers animaux. Genève: H. Georg, 1879
- Contribution à la connaissance de la famille Tintinnodea; Genf, Bureau des archives, 1881
- Sur le Sticholonche Zanclea et un nouvel ordre de Rhizopodes; Genf, Georg, 1882
- Fol H, Sarazin E. Sur la production artificielle de l'inversion viscérale, ou heterotaxie chez des embryons de poulet; Comptes rendus Acad. sci. Paris. 1883
- Sur l'anatomie d'un embryon humain de la quatrième semaine. Comptes-rendus Acad. sci. Paris. 97, ss. 1563-1566 (1883)
- Sur l'origine de l'individualité chez les animaux supérieurs. Comptes-rendus Acad. sci. Paris. 97, ss. 497-499 (1883)
- Sur l'origine des cellules du follicule et de l'ovule chez les ascidies et chez d'autres animaux. Comptes rendus Acad. sci. Paris. 96, ss. 1591-1594 (1883)
- Sur la profondeur à laquelle la lumière du jour penètre dans les eaux de la mer; Paris, 1884
- Sur la pénétration de la lumière du jour dans les eaux du lac de Genève; Paris, 1884
- Sur un appareil photographique destiné à prendre des poses d'animaux en mouvement; Archives des sciences physiques et naturelles ([de la] Bibliothèque Universelle) Troisième période, t(ome) 11. 11. (No. 5.15) Mai 1884
- Nouvelle méthode pour le transvasage de bouillons stérilisés et le dosage des germes vivants contenus dans l'eau; Genf, 1884 Recueil zoologique Suisse; Genf, Georg, 1884
- Fol H. Dunant PL. Sur l'effet d'un repos prolongé et sur celui d'un filtrage par la porcelaine sur la pureté de l'eau. Genf, 1885
- Les microbes: résumé de deux conférences données à l'aula de l'Université de Genève en janvier 1885; Genf, Georg, 1885
- Sur la queue de l'embryon humain. Paris, 1885
- Deux laboratoires zoologiques sur le littoral méditerranéen de la France. Genf, 1884
- Beiträge zur histologischen Technik. Zeitschrift für wissenschaftliche Zoologie 38, ss. 491-495 (1884)
- Recherches sur le nombre des germes vivants que renferment quelques eaux de Genève et des environs. Mémoires de la Société de physique et d'histoire naturelle de Genève 29 (3) (1884)
- Zoologie générale : Leçons données à l'Université de Genève pendant le semester d'hiver 1882-83; Genf, H. Georg, 1884
- Les Microbes : Résumé de deux Conférences données à l'Autor l'Université de Genève en Janvier 1885 (avec 5 Planches hors texte); Genf, 1885 Genève et son université; Genf, Imprimerie Charles Schuchardt, 1886
- Zoologie et physiologie. Arch. des sci. phys. et nat (3). 16. 327-Oct. 1886
- Sur la pénétration de la lumière dans la profondeur de la mer à diverses heures du jour; Paris, 1886 (Édouard Sarasin)
- Lehrbuch der vergleichenden mikroskopischen Anatomie Lfg.1. Die mikroskopisch-anatomische Technik; Leipzig Engelmann 1884
- Lehrbuch der vergleichenden mikroskopischen Anatomie, mit Einschluss der vergleichenden Histologie und Histogenie. Leipzig, Wilhelm Engelmann, 1884
- [Letter of resignation]; Genf, 1886
- Fol H, Sarasin É. Pénétration de la lumière du jour dans les eaux du lac de Genève et dans celles de la Méditerranée. Mémoires de la Société de physique et d'histoire naturelle de Genève 29 (13) (1887)
- Réponse à quelques objections formulées contre mes idées sur la pénétration du zoosperme. Paris, 1887
- Sur le commencement de l'hénogénie chez divers animaux. Arch. sci. phys. et naturelles Geneve. 58. 439-472 (1877)
- Le quadrille des centres : un épisode nouveau dans l'histoire de la fécondation (extrait). Genf, Impr. Aubert-Schuchardt, 1891
- La lumière dans l'interieur de la mer. Neptunia 1. 277-279 (1891)
- Lehrbuch der vergleichenden mikroskopischen Anatomie. Leipzig: Engelmann 1896
- Recherches sur la fécondation et le commencement de l'hénogénie chez divers animaux; Genf, 1897
- Die Zelle; Leipzig, Engelmann, 1896

## Literatura dodatkowa
- Bedot M. Herman Fol: sa vie et ses travaux. Revue suisse de zoologie 2, ss. 1-21 (1894)
- Hermann Fol. Anatomischer Anzeiger 10 s. 143-144 (1894/95)